# Hípica als Jocs Olímpics d'estiu de 1900
Als Jocs Olímpics d'Estiu de 1900 es disputaren 5 proves d'hípica.
De les cinc, només tres són considerades actualment oficials pel Comitè Olímpic Internacional. No és clar quin va ser el nombre de participants, però es calcula que fou entre 37 i 64.
Cinc nacions participaren en les proves oficial i tres més (Alemanya, Espanya, i Àustria) participaren en les no olímpiques. També hi participà una dona, Elvira Guerra, a les proves no olímpiques.

## Resum de medalles
| Prova                            | Or                                             | Argent                                     | Bronze                                     |
| Salts d'obstacles detalls        | Aimé Haegeman                                  | Georges van der Poële                      | Louis de Champsavin                        |
| Salt d'alçada detalls            | Dominique Gardères · Giovanni Giorgio Trissino | no atorgat                                 | Georges van der Poële                      |
| Salt de llargada detalls         | Constant Van Langhendonck                      | Giovanni Giorgio Trissino                  | Camille de La Forgue de Bellegarde         |
| Tallar i caçar a cavall detalls  | Disputat però considerat prova no olímpica     | Disputat però considerat prova no olímpica | Disputat però considerat prova no olímpica |
| Tallar i caçar a cavall detalls  | Napoléon Murat                                 | Archenoul                                  | de Montesquiou-Fézensac                    |
| Repartir correu a cavall detalls | Disputat però considerat prova no olímpica     | Disputat però considerat prova no olímpica | Disputat però considerat prova no olímpica |
| Repartir correu a cavall detalls | Georges Nagelmackers                           | Léon Thome                                 | Baró de Neuflize                           |

## Medaller
| Posició | País    | Or | Argent | Bronze | Total |
| 1       | Bèlgica | 2  | 1      | 1      | 4     |
| 2       | Itàlia  | 1  | 1      | 0      | 2     |
| 3       | França  | 1  | 0      | 2      | 3     |

Rússia i els Estats Units van participar en les proves d'hípica, però no aconseguiren cap medalla.